# Duas Barras
Pour les articles homonymes, voir Barras.
Duas Barras est une ville de l'État de Rio de Janeiro au Brésil. La ville comptait 10 673 habitants en 20 et sa superficie est de 375,238 km2.

## Maires
| Période | Période | Identité                       | Étiquette | Qualité |
| ------- | ------- | ------------------------------ | --------- | ------- |
| 2005    | 2012    | Antonio Carlos Pagnuzzi Araujo | PMDB      |         |